# تشيك شتال
تشيك شتال (بالإنجليزية: Chick Stahl) هو لاعب كرة قاعدة أمريكي، ولد في 10 يناير 1873 في أفيلا في الولايات المتحدة، وتوفي في 28 مارس 1907 في ويست بيدن سبرينغز في الولايات المتحدة بسبب تسمم.

## وصلات خارجية
- تشيك شتال على موقعبيزبول رفرنس.كوم (الدوري الرئيسي) (الإنجليزية)
- تشيك شتال على موقعبيزبول رفرنس.كوم (الدوري الثانوي) (الإنجليزية)